# 会安古镇
會安古镇（越南语：／）是位于越南广南省會安市沿海的古镇，位于秋盆河下游，距离岘港约30公里。有利的地理和气候因素让会安在17至18世纪成为繁忙的国际贸易港，日本、中国和西方商船都在这里聚集。在此之前还有海上丝绸之路沿线占婆贸易港口的遗迹。19世纪，由于水路运输不再方便，会安港口逐渐恶化，法国殖民者决定把岘港辟为新的主要港口。会安很幸运在战争中没有遭到破坏，也没有被20世纪后期的大规模城市化波及。1980年代开始，會安古镇的建筑和文化价值逐渐受到学者和游客的认可，成为越南最有吸引力的旅游目的地之一。
今天的會安古镇作为东南亚传统港口的一个特例，被完好周到地保存了下来。这里的房屋大多都是传统建筑，其历史可追溯至17至19世纪，分布在狭窄的街道上。穿插在房屋之间的宗教、信仰的建筑展示了城市中心的形成、发展和衰落的过程。会安还是一个文化大熔炉。华人特色的会馆、寺庙穿插在越南传统建筑和法国殖民风格的建筑中。除了建筑携带的文化价值外，会安还保存着多样而丰富的无形文化。古镇居民的日常生活、风俗习惯、生活信仰、民间艺术、文化礼会仍然得到保存和发展。会安被廣泛认为是活着的建筑和城市生活博物馆。
基于以下两个标准，联合国教科文组织以會安古镇杰出的价值在1999年下半年的第23次会议上将其登录为世界文化遗产：
1. 会安是国际海事商业中心文化融合的杰出产物；
2. 会安是一个保存完好的传统亚洲贸易港的典型例子。

## 名称
会安这个名字在历史上很早就出现了，但是很难确定它的具体出现时间。根据楊文安《烏州近錄》的记载，1553年，奠磐县有66个社，包括淮铺、锦铺和来宜社，但未见会安。黎朝大臣杜伯绘制的《天南四至路图》记载了会安城、会安桥。五行山华严洞的《普陀山灵中佛》碑文，曾三度提到会安。在阮福瀾统治期间，在会安社旁边建立了明乡社。根据明命帝时期广南华侨的记录，会安镇由6个社组成：会安、明乡、古斋、东安、盐户和华铺。法国学者阿尔伯·萨莱称，会安村是古老会安5个社（会安、锦铺、丰年、明乡和安寿）中最重要的。
当时西方人称会安为Faifo。今天这个名字的由来仍然存在许多假说。1651年罗马版亚历山德罗《越葡拉詞典》中，对淮铺（／）的定义是：日本人居住的南圻村庄，也称为Faifo。有称Faifo来自会安城（／），中越文史冊和地誌都提及的地名。另一种說法稱，秋盆河原名淮舖河，因此在Hoai Pho变成Phai Pho后，會安也被称为Hoai Pho，訛傳为Faifo。在西方传教士和学者的信件和记录中，Faifo、Faifoo、Fayfoo、Faiso、Facfo都多次出现。1651年出版的包括内路和外路在内的安南地图上，亚历山德罗明确标明了Haifo。后来法屬印度支那的官方地图上，法国人都使用Faifo这个名字指称会安。

## 历史

### 早期历史

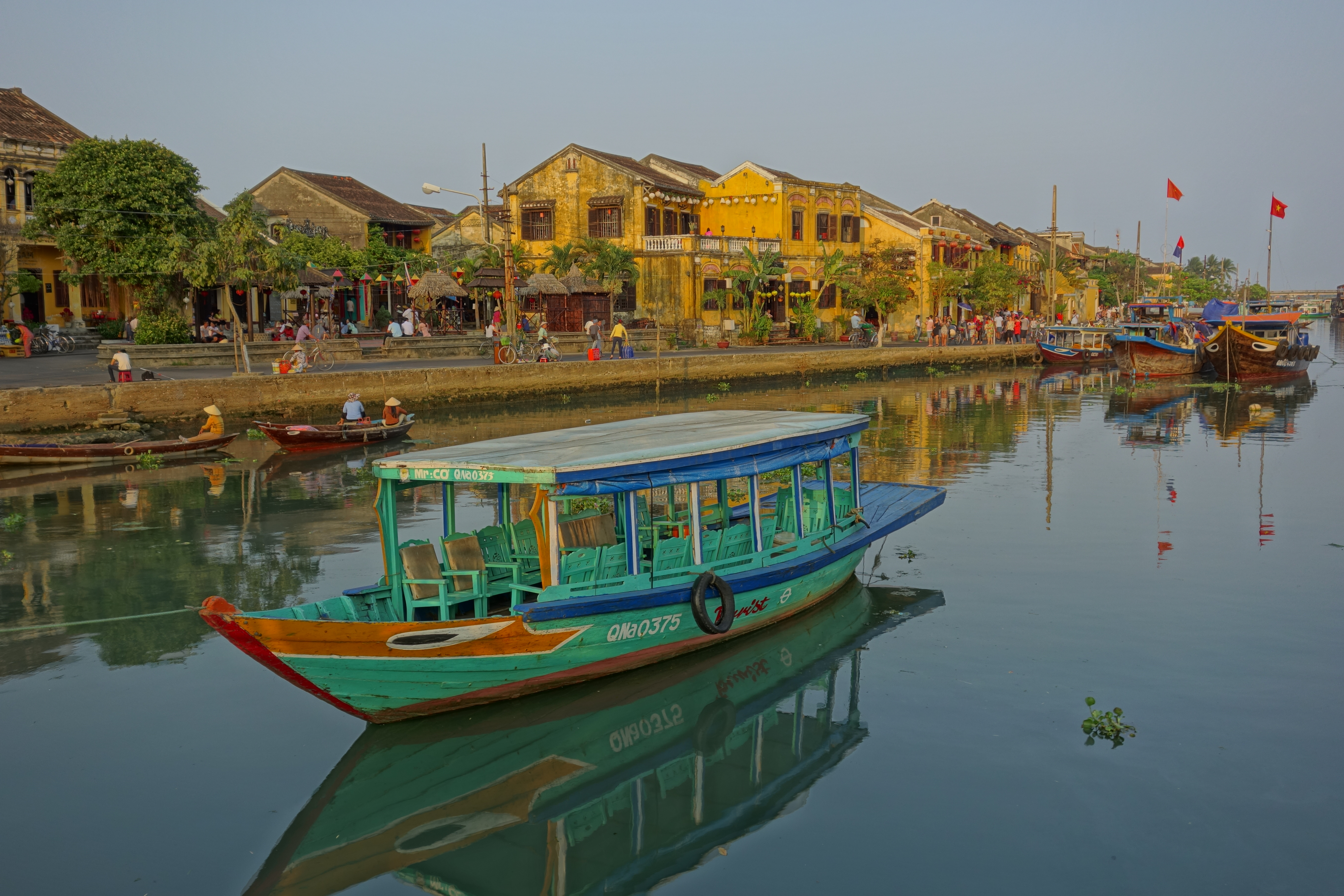
会安的古民居

會安古镇位于广南省最大的河流秋盆河河口附近，现因为淤积距离河口已有一段距离。匯入南海的秋盆河下游分为许多分支。除了流經古镇的支流「會安河」外还有主要水源錦南河和錦金河。在17、18世纪的地图上，会安位于秋盆河北岸，通过大占门（／）与南海相连，另有一条河流与岘港的大門（／）相连，河口外是宽阔的沙洲。连接会安和韓江河口海滩的古航道可以確定为今天的古瞿-帝網河（／）。在这条古老的航道的河床還发现了许多沉没的船只和锚。
雖然公认“会安”这个名字大约在16世纪末出现，但这片土地历史悠久。在会安正式建立前，这里先后孕育了兩個伟大的文化——沙黃文化和占婆文化。最早发现的沙黃文化遺址是被法国考古学家发现的沙子掩埋的廣義省沙黃城。1937年女学者玛德琳·科拉尼正式確認这是一种文化。仅在会安市辖区就發現了50多个沙黃文化遗址，大部分集中在秋盆河故道沿岸的沙丘上。特别是发现了两枚漢代銅錢和西汉式鐵器等，有力佐证該地公元前就已开始对外贸易。另一个顯著的特点是会安地区没有沙黃文化早中期的痕迹，只有沙黃晚期文化在此有辉煌的发展。
继沙黃文化之后，2到15世纪越南中部地区一直处于占婆王国的统治之下。这种文化的特徵性遗迹是沿中南部分布的印度教寺庙群，其中之一位于秋盆河盆地。在这里有政治中心茶嶠和宗教中心美山。占婆塔、占婆井、占婆雕刻以及2到14世纪的中國、中东、大越遗物，为这个地方存在過林邑城的假說提供了支撐。许多古书指出，很长一段时间以来，占港-林邑城在茶嶠城和美山庙宇的繁荣中发挥了重要作用。歷經多次战争，占婆王国被大越逐渐推向南方。1471年，位於今天的平定省保價（／）的占婆最后一个首都被後黎朝占领。從此会安一直被大越控制。占婆和大越對海港的經營也成為会安後來商業繁盛的濫觴。

### 会安时期

#### 誕生與繁榮
会安誕生于後黎朝統治下的16世纪下半叶。1527年莫登庸創立莫朝，控制東京地区。1533年，阮淦以後黎朝的名义召集士兵对抗莫朝。阮淦死后女婿鄭檢上位，阮氏後代被打壓。1558年，阮淦次子阮潢攜家眷士兵撤退到了顺化固守。1570年后阮氏继续鎮守广南。阮潢与儿子阮福源一起建設城壘，致力发展內路经济，扩大對外贸易，這令会安成为當時東南亞最繁忙的国际贸易港口。

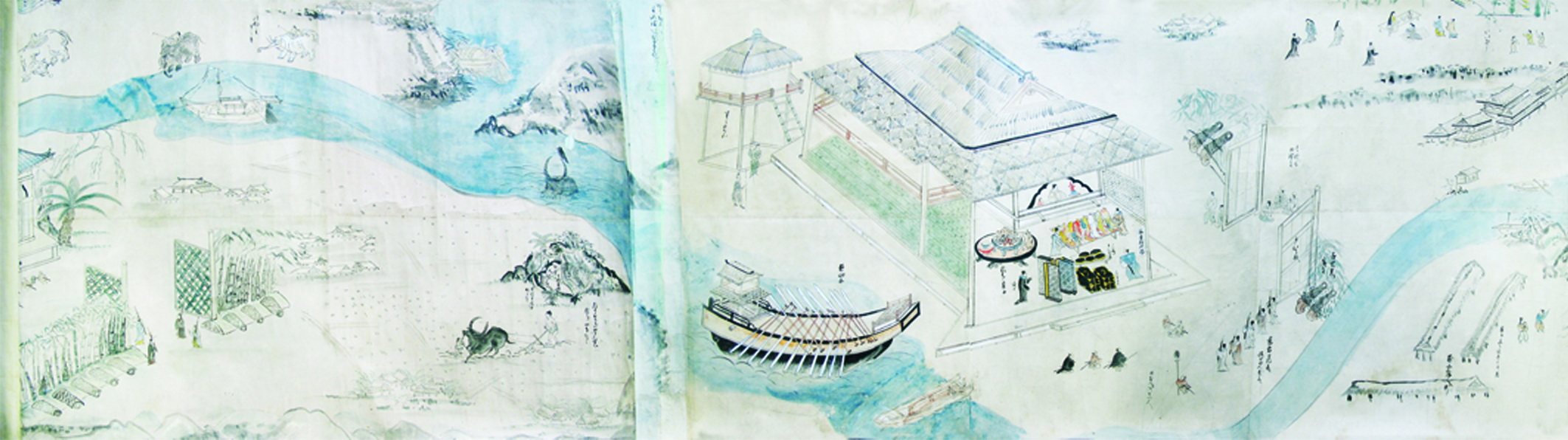
《交趾國貿易渡海圖》中的會安

17世纪阮主在继续与鄭主的战争的同时不断开垦南部，入侵占婆地区。阮主頒布多項律例保护外商贸易活动，在阮主屬地出現了外僑聚落。1567年明朝結束闭关锁国政策開始對东南亚的貿易往來，但还是禁止一些重要材料出口到日本。这迫使豐臣政權和德川幕府扩大与东南亚的贸易关系，并从这些国家购买中国商品。1604年在德川幕府统治下日商开始向南洋進發，直到1635年再次閉關鎖國时，至少有356艘商船派往南洋。這些商船最大的目的地是会安，30年内有75艘船在这里停靠，同時鄭主治下的東京停靠37艘。日商出售五金和日用品換取糖、丝绸、沉香等。1617年左右，会安形成了日僑街區并在17世纪初期蓬勃发展茶屋新六的绘画《交趾國貿易渡海圖》展示了两层和三层木结构建築的日僑街區。荷兰船长代尔夫特·哈文于1651年记载，会安沿河大约有60座彼此紧邻的日式房屋，因防火需要，房屋用石头砌造。但随后由于德川幕府閉關鎖國和迫害在日天主教徒，会安日僑渐少。尽管仍有少数日本人駐留，華商逐渐取代了日商的地位。

不同於日商，会安對華商而言並不陌生。早年中國和占婆便有貿易往來，占婆滅亡後華商繼續在此與越南人貿易，因为華南各省迫切需要食盐、黄金和肉桂等南洋貨物。但在會安成立前，華商只是往返經商而不定居。明末農民起義後，尤其是在明朝灭亡之后，许多中国人移民到越南中部，并建立许多明鄉社区。越来越多華商定居會安，并取代日商的地位。当时会安港是外国货物最集中的地方。沿河的街区称为大堂区，綿延三四里，街道两旁的商店人頭湧湧。大多数華商是福建人，穿着明代服饰。许多定居的中国人都娶了越南妻子。不少華商入籍，但許多人仍然保留中国籍，越南人称其为客住（／）。1695年，英国东印度公司特使托马斯·鲍伊尔来与阮主談判在会安建设居住區。谈判虽然没有成功，但留下了珍貴的記錄： 
|  | Faifo城區有一条靠近河流的街道。道路两旁密密麻麻分布著上百間房屋。除了大约四五間房子是日式，其余都是中式。过去日本人是本區主要居民，并且掌握会安港大部分商业活动。现在，主要的商业角色已经转移到了華人身上。相比前一陣子現在不算繁忙，但每年也還至少有10至12艘来自日本、广东、暹罗、柬埔寨、马尼拉的商船，甚至印尼的船只也前來貿易。 |

#### 衰落与现状

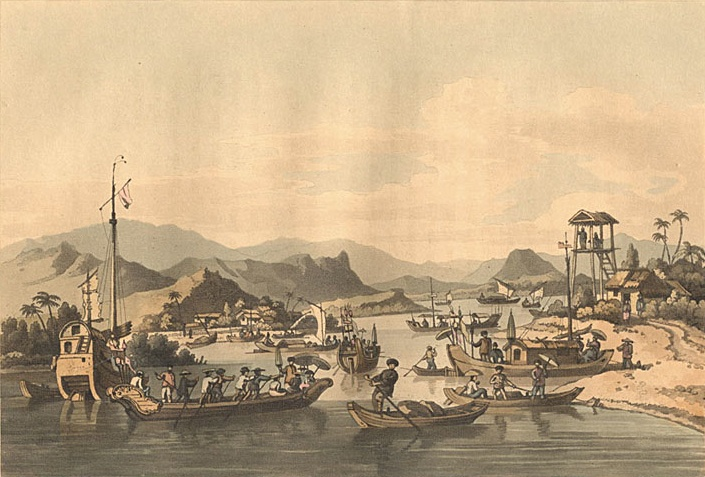
18世纪后期的会安河码头

18世纪南部發生西山起义时，鄭主趁機于1775年侵佔了廣南營，會安陷入了戰亂中。在夺取会安后，鄭主军队摧毁了商业区的房屋，仅保留了宗教建筑。阮主的许多重要成员和富裕的华商移民到南方，将他们的财产带到西贡-堤岸定居，這使得会安化為废墟。1778年英国人查尔斯·查普曼经过時感嘆：
|  | 来到会安时，这座大城市精心规划的砖砌房屋消失殆盡，铺好的道路上只看到一片荒凉的景象，这使我们感到痛心。天啊，这些工程现在只留在记忆中。 |

大约5年后，会安新港逐渐復甦，贸易活动虽然恢复，但已大不如前。越南人和中国人从旧的瓦砾中重建了这座城市，新的房屋如雨后春笋般涌现，在这个过程中日僑街區的痕迹被永远抹去了。
在19世纪，大門河口变窄，古瞿河也飽受冲积困擾，大型船只不再停靠会安港口。此外阮朝还实行了閉關鎖國，特别是限制与西方国家发展关系的政策。自此会安逐渐衰退，失去了重要国际港口的地位。但是这座城市仍作为本地的商业中心繼續发展，南岸修建了新的道路，并拓寬了街道。明命五年，皇帝巡視會安已經察觉會安繁盛大不如前，但它仍比越南其他城镇繁荣。1888年岘港成为法租界时，许多中国人前去集资开办运输和贸易，只剩部分继续在会安维持商业活动。由于水路运输日益困难，加上法国重點发展峴港的政策，会安的商业活动逐渐减少。但是古镇現存的大多数住宅和會館都是在这段时间確立了建築形制。
20世纪初，尽管失去了港口这一重要功能，但会安的贸易活动从未间断，它仍然是广南省的都市和省莅。但当1976年成立广南-岘港省時，岘港取而代之成为省莅，会安便陷入了被遗忘的时期。由于历史上角色变化等诸多因素的影响，会安很幸运地避免了20世纪越南高速城市化的干扰。从1980年代开始，会安开始受到越南，日本和西方学者的关注。在1999年11月29日至12月4日在马拉喀什举行的第23届世界遗产大会上，联合国教育科学与文化组织将会安古镇列为世界遗产。近年來，會安古镇由于旅游活动逐渐再次繁荣起来。

## 建筑

### 古镇
古镇位于明安坊，面积约2平方公里，道路短狭而蜿蜒，呈棋盘布局。靠近岸边的是白藤街，内侧阮太學街和陈富街通过来远桥连接阮氏明開街。由于古镇地形从北向南逐渐倾斜，因此阮惠街、黎利街、黄文树街和陈贵合街等进入内陆的道路略微向上倾斜。陈富街曾经是该区主要道路，从来远桥到潮州会馆，法属时期名为Rue du Pont Japonnais（日本桥街）。如今陈富街宽约5米，许多房屋没有门廊，这是19世纪末和20世纪初拓宽的结果。阮太学街和白藤街是后来河流沉积形成的。阮太学街1840年建成，此后法国人将其命名为Rue Cantonnais（广东街）。白藤街1878年建成，因位于河边又被称为河边街。位于陈富街内侧的是后续修建的潘周楨街。古镇还有许多小巷垂直于这些主要道路。
陈富街是主要道路，建筑作品最具代表性。其中最突出的是华人为纪念家乡而建造的会馆。从来远桥开始，陈富街上共有五家会馆：广东会馆，中华会馆，福建会馆，琼府会馆和潮州会馆，它们的门牌号都是偶数。在陈富和阮惠街的拐角处是关公庙，这是明鄉人寺庙的特征建筑。在寺庙北边的附近有会安历史文化博物馆，前身是明乡人的观音寺。沙黄文化博物馆和陶瓷贸易博物馆也在这条街上。沿着陈富街前行，经过来远桥就是阮氏明开街。这里的传统民居经过了很好的翻新和保存，人行道上砌着红砖，在路的尽头是锦铺公共住宅。阮太学街的西侧由具有法国立面建筑的房屋组成的，而东侧则是熙熙攘攘的购物区，有大面积的两层房屋。会安民间文化博物馆位于阮太学街33号，是古镇最大的古民居，长57米，宽9米。阮太学街和周围地区雨季经常被洪水淹没，居民不得不乘船去商场和餐馆。东侧是法国人区。潘佩珠街西头多为欧洲立面的一层房屋，法国殖民时期它曾是公务员宿舍。

### 传统建筑

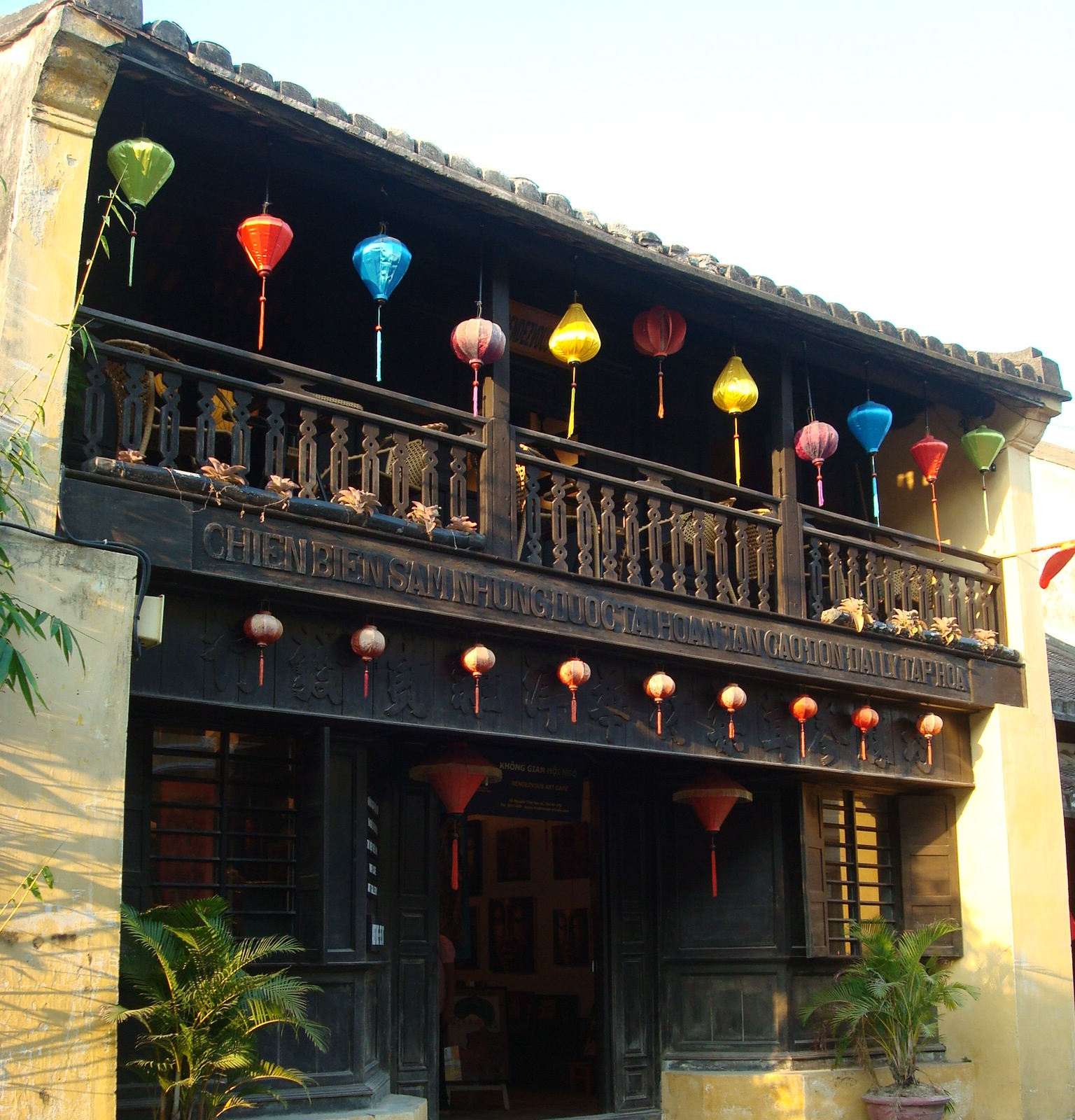
带阳台的两层木屋

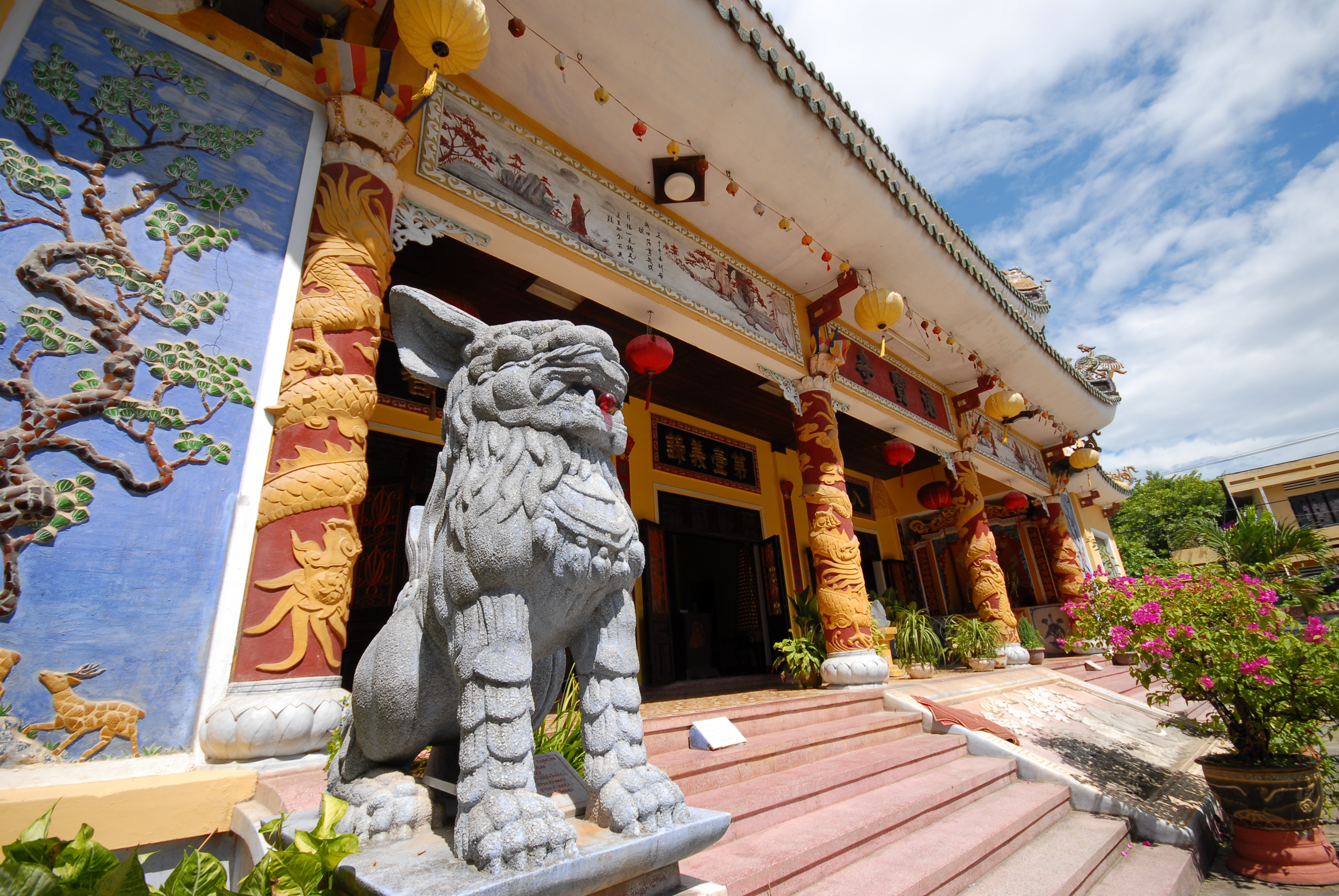
门廊

会安最常见的房屋类型是一层或两层的联排别墅，成窄且深的长条形。由于该地区气候恶劣、洪水多发，建屋所用材料强度和耐久性俱佳。房屋通常为木结构，侧面加砌磚墙，平均宽约4－8米，深约10－40米，视街道而定。房屋常见布局为：大门－门廊－正屋和附屋－门廊－连廊和庭院－门廊－三间后院－后花园。也有多级布置的房屋，由商业、生活、祭拜空间三部分组成。这种布置适合狭窄的环境，将许多功能集于一身。这些传统建筑也反映了独特的区域文化。
4×4分布的16根柱子将正屋分割成3×3的空间。正中心部分略大，作为商业用空间，第一进是从门口到中庭；第二进隔墙堆放有商品；第三进是向内布置的神龛。神龛向内布置是会安传统房屋非常重要的特征，但也有些神龛面向马路布置。除了3×3空间的正屋外，还有一些房子正屋较大（3×5）或较窄（3×2）。正屋旁边是附屋，通常是低矮两层楼房。这个开放式的空间既与路面相连，与正屋的商业活动分开，又可以接收光线，作为业主接待客人的场所。连廊和庭院独立于前后屋，具有过渡功能。部分庭院铺有石板、装饰性水池、假山、盆景等，有助于让房屋显得开阔并与自然融为一体。与此相对的是连接各间屋子的连廊都有屋顶，非常适合本地多雨和烈日的气候，让屋内活动不受天气影响。后屋后面用木墙隔开的是家庭的生活空间，用于廚房、卫生间等辅助功能。一般房子的祭拜空间仅占一小部分，但始终保留着重要位置。为了使贸易、运输货物和日常活动的功能不受阻碍，神龛常放在夹层。在单层房屋中，神龛位于前屋的屋顶或后屋的中心。在两层房屋中，二楼通常用作仓库，同时摆放神龛。
会安的房屋多为双屋顶，大多数正屋和附屋不共用屋顶，正屋的屋顶也很少盖过附屋。相比之下，大多数连廊都有层叠屋顶。总体上，前屋、连廊和后屋都有独立屋顶。会安瓦是一种用泥土制成的瓦，薄，粗糙，方形，每边约22厘米，略弯曲。盖屋顶时，人们先将一排瓦面朝上排列，再将一排瓦面朝下排列。这种屋面称为阴阳瓦屋面。屋顶完成后用砂漿固定，形成沿着屋顶突出的瓦条，使整个屋顶看起来很坚固。屋顶的顶部建得方正，但有时山墙的两侧也建得很高，使整体看起来不平衡。山墙的形式和装饰让人印象深刻，是會安古镇独特价值的源泉之一。
| 类别           | 分布                 | 年代               |
| -------------- | -------------------- | ------------------ |
| 单层木屋       | 陈富街和黎利街       | 18世纪－19世纪     |
| 有门廊两层房屋 | 陈富街和阮氏明开街   | 19世纪末－20世纪初 |
| 有阳台两层木屋 | 阮太学街和阮氏明开街 | 19世纪末－20世纪初 |
| 砖砌两层房屋   | 阮太学街和陈富街     | 19世纪末－20世纪初 |
| 法式两层房屋   | 阮太学街             | 20世纪初           |

### 建筑古迹
尽管今天会安的大部分房屋是殖民时期形成的，但古镇仍保留着许多反映城市历史兴衰的遗迹。受当时会安的经济和港口因素影响，从16世纪到18世纪初的建筑通常承担基本职能。典型的有码头、水井、寺庙、桥梁、坟墓、祠堂和商店。18世纪起会安作为商港开始衰落。这个时期普遍出现孔庙、文址、城隍亭、教堂，尤其是会馆。通过建筑作品的分布、规模、形式、功能，可以看到会安这一时期的转变。法殖时期，会安同许多越南城市一样深受法国建筑影响，殖民地风格房屋越来越多出现在街道上。法国建筑风格在传统民居中的融合，反映了会安居民深受西方生活方式影响。这一时期的作品建筑语言和谐、装修灵活、适合城市空间，使会安焕然一新。根据2000年12月统计，会安世界遗产有1,360件遗迹，包括1,068座古屋、11座古井、38座祠堂、19座宝塔、43座庙宇、23座城隍亭、44座特别古墓和1座桥梁。这些遗迹中约有1,100多个位于古镇。

#### 寺庙

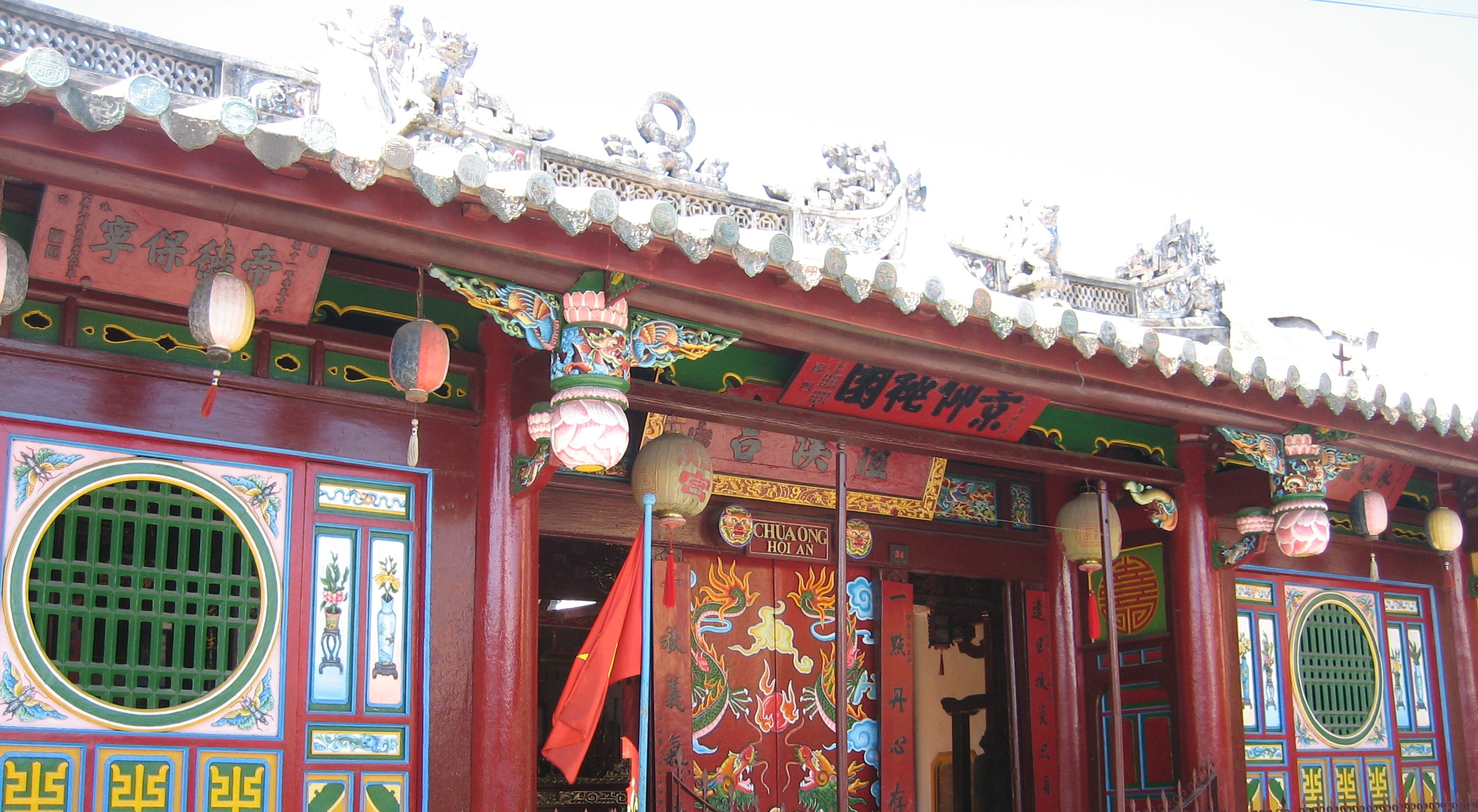
关公庙

会安曾经是早期内路的佛教中心，大多数是小乘佛教寺庙。许多寺庙的历史都可以追溯到很早，但是随着不断变化和翻修，大多数原始建筑已经不存。已知最早的寺庙是北距古镇中心约2公里的祝圣寺，据说历史可以追溯到1454年。它仍然保留着许多与内路佛教传入和发展过程有关的遗物、雕像、碑记。在古镇郊区，还有许多年代相对较晚近的寺庙，如福林、万德、金宝、圆觉等。20世纪初也有许多新寺庙诞生，最著名的是1909年建成的龙泉寺。除了远离村庄，沿着古老的溪流而建之外，在会安也有邻近村舍的村庄庙宇，是村庄的有机组成部分。这反映了僧侣对世俗世界的依恋，也表明这里的明乡社拥有相当强大的社区文化机构。古镇内的会安历史文化博物馆前身也是是17世纪由越南人和明乡人建造，供奉观音菩萨的寺庙。

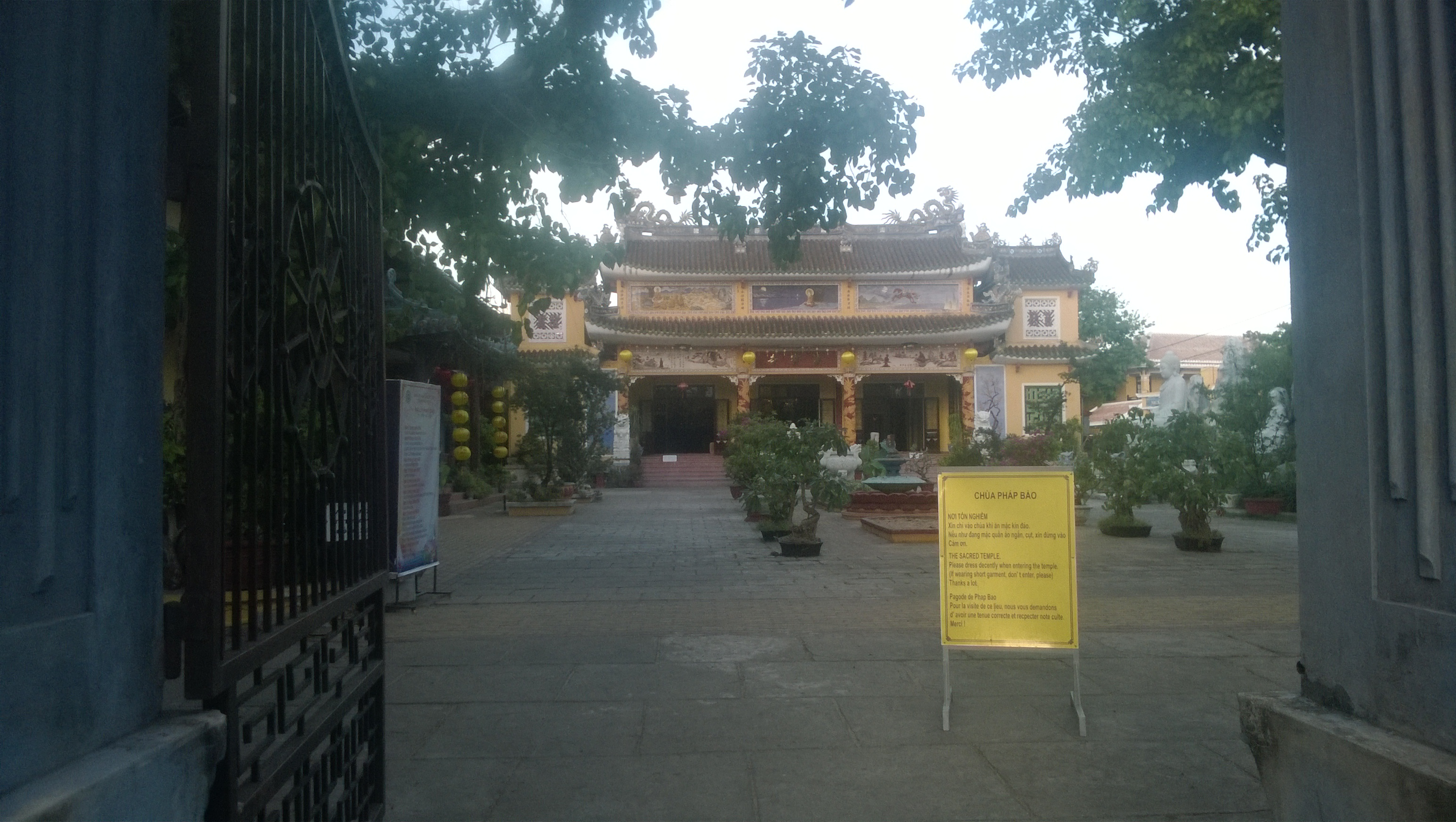
法宝寺

会安的庙宇主要祭祀建立这座城市、社会和明乡社的先贤。这些庙宇通常位于村庄中，形式简单，一进三开布局，由防火砖砌造，阴阳瓦屋顶，神龛放置在正中。最典型的是关公庙，又称翁寺（／），位于古镇中心陈富街24号。关公庙由明乡人和越南人于1653年建造，供奉「义绝」关羽。尽管多次翻修，关公庙仍然保持着原有的外观。关公庙由多间青琉璃瓦房舍组成，包括前殿、中庭和后殿三部分。前殿以红色油漆，精美的装饰，坚固的瓷砖屋顶而突出，两扇巨大的正门上浮雕着两条盘绕在云端的蓝龙。两侧墙边分别是半吨多重的青铜钟和保大帝颁赠的放置在木架子上的大鼓。中庭用假山装饰，使寺庙显得明亮通风。院落两侧有东西两间屋舍。附在东屋墙上的石碑记录了1753年的第一次重修。后殿是正殿，是用来为关公上香的地方。关公雕像高近3米，红脸凤眼、长髯绿衣、身骑白马。两侧是左膀右臂關平和周倉的雕像。以前关公庙是会安商家的宗教中心，关公作证使商人对商业合作充满信心。如今每年农历正月十三和六月廿四都会举行“翁寺礼会”，吸引大批信徒和群众参加。

#### 祠堂
像越南的许多其他地方一样，会安所有氏族都有供奉先人的场所，称为祠堂或族庙。这是一种特殊的建筑，是村社大族在会安成立之初就建立并传承给后代祭祖的地方。华人小家族则多将长者住所改作祠堂，后裔负责供香和视情况改建。大部分祠堂都集中在潘周桢街和黎利街，少数散布在阮氏明开街或陈富街房屋背后。华侨祠堂可以追溯到17世纪初，18世纪后建成的仅占小部分。与农村不同，会安的祠堂通常是城市风格的。祠堂是祭祖场所，因此祠堂是以园林的形式建造的，具有严格的布局和结构，包括花园，大门，篱笆和附属建筑等。许多祠堂规模宏大、建筑华美，如陈氏祠堂、张氏祠堂、阮氏祠堂或明乡先贤祠。
陈氏祠堂建于19世纪初期，位于黎利街21号。像会安的其他氏族一样，祠堂位于占地约1500平方米庭院的深处，高墙环绕，前院种有盆景、鲜花和果树。这所房子的建筑风格受中国、日本和越南的影响，由贵重木材建造，两进三开，倾斜的屋顶覆盖着阴阳瓦。房屋中的空间分为两部分，主要部分用于祭祖，次要部分供族长和接待员住宿。礼拜堂有三扇门，男左女右，中门仅在重要日子开放，专供长辈。在牌位前根据族谱放置着安放陈氏家族的遗物和传记的盒子。在节日或祭日族长会打开这些木箱来纪念先祖。祠堂后是宗族公墓，植有象征落叶归根的杨桃树。

#### 会馆

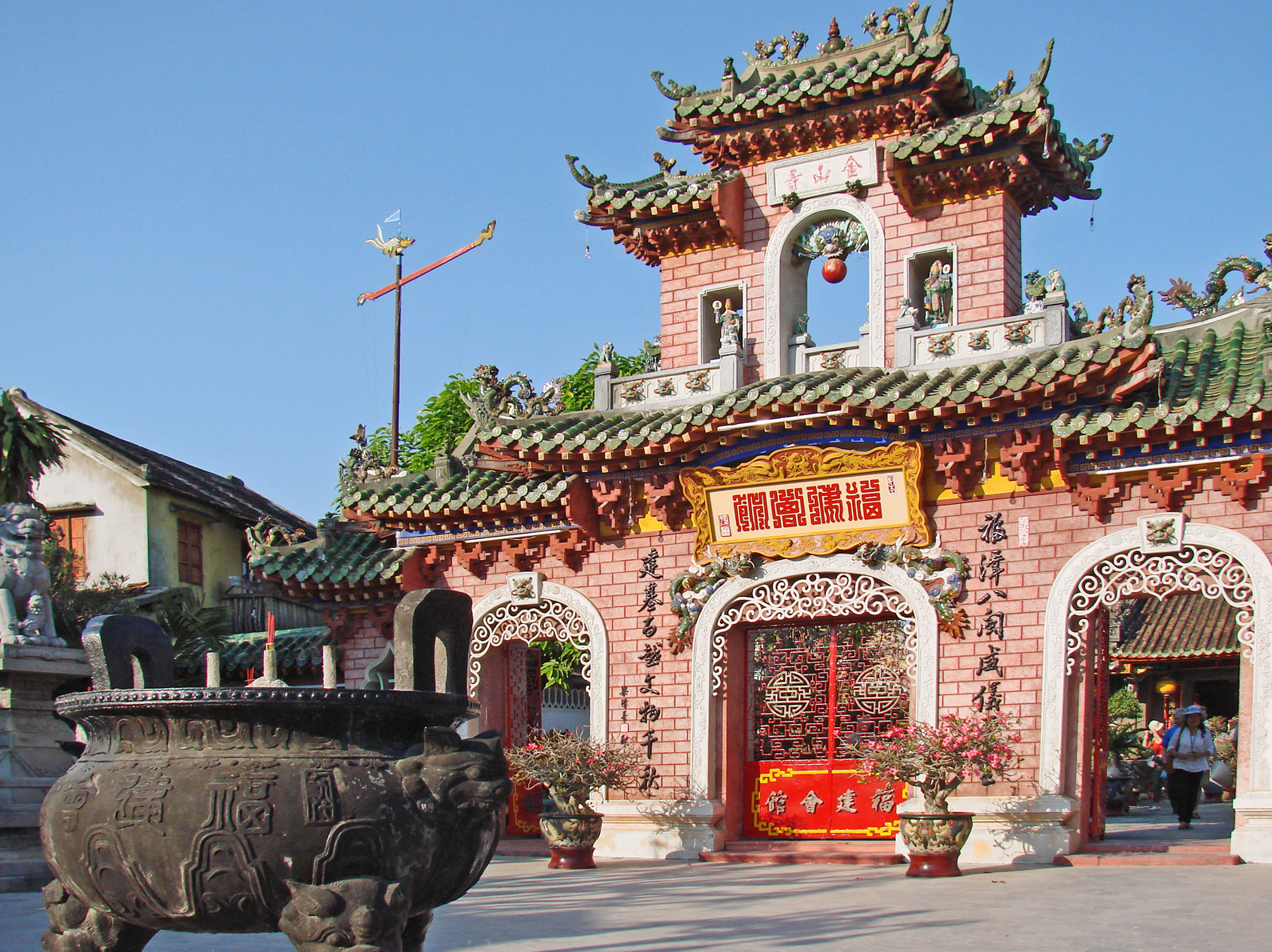
福建会馆

华人移民的突出特征之一是在国外的任何居住地都会基于同乡建立会馆，提供公共活动和生活产品。今天会安仍然有5个会馆，分别与5个移民来源对应：福建、中华、潮州、琼府和广东。这些会馆规模很大，位于陈富街的轴线上，面向秋盆河。会馆形制遵循古制，包括正门、装饰着盆景，假山的庭院、左右神堂、举行仪礼的大厅和最大的建筑正殿。大厅经过精心雕琢，装饰有木雕、金漆及彩绘陶俑屋顶。如今会馆已经多次翻修，但木制框架仍保留许多原始元素。除了联系乡谊外，会馆还具有另一个重要功能：信仰。会馆崇拜的神灵根据华人原乡的习俗和传统而各有不同。
在会安的五个會館中，最大的是福建会馆，位于陈富街46号。最初是由越南人于1697年建造的一座茅草屋顶佛寺。后寺庙日久失修，越南人无力翻修，经福建商人1759年买下并多次修复后，于1792年改为福建会馆。建筑为「三」字形，从陈富街延伸到潘周桢街，依次为：川门、前院、东西侧楼、正殿、后院和后殿。现今的川门是在1970年代初大修时修建的。正门屋顶壮观，7个绿色琉璃瓦屋顶成对称排列。上层屋顶下方白匾上书红色「金山寺」，下层屋顶下方青石板上书红色篆字「福建会馆」。大门两侧的墙将会馆内外院隔开。正殿装饰有朱紅色柱子，悬挂着歌颂天后圣母的木瓮，供奉坐禅观音像。观音像前是一个大香炉，香案两侧是妈祖的左右护法千里眼和顺风耳的塑像。从主厅穿过后院就到了后殿，这里正中心是六位明代福建籍将军，左边是註生娘娘和十二婆姐的祭坛，右边是財神。此外，后殿还供奉着捐资修建会馆和金山寺的善众。每年三月廿三华人都举行天后圣母祭，包括舞獅、烟花、算命、祈福等多种活动，吸引会安等各地群众参加。
| 中文名       | 越文名       | 地址         | 族群 | 启用 |
| ------------ | ------------ | ------------ | ---- | ---- |
| 福建         | 金安寺（Chùa Kim An）   | 陈富街46号   | 福建 | 1792 |
| 中华（洋商） | 五帮寺（Chùa Ngũ Bang）   | 陈富街64号   | 五帮 | 1741 |
| 潮州         | 本头公寺（Chùa Ông Bổn） | 阮维效街92号 | 潮州 | 1845 |
| 琼府         | 海南寺（Chùa Hải Nam）   | 陈富街10号   | 海南 | 1875 |
| 广东         | 广肇寺（Chùa Quảng Triệu）   | 陈富街176号  | 广东 | 1885 |

#### 来远桥

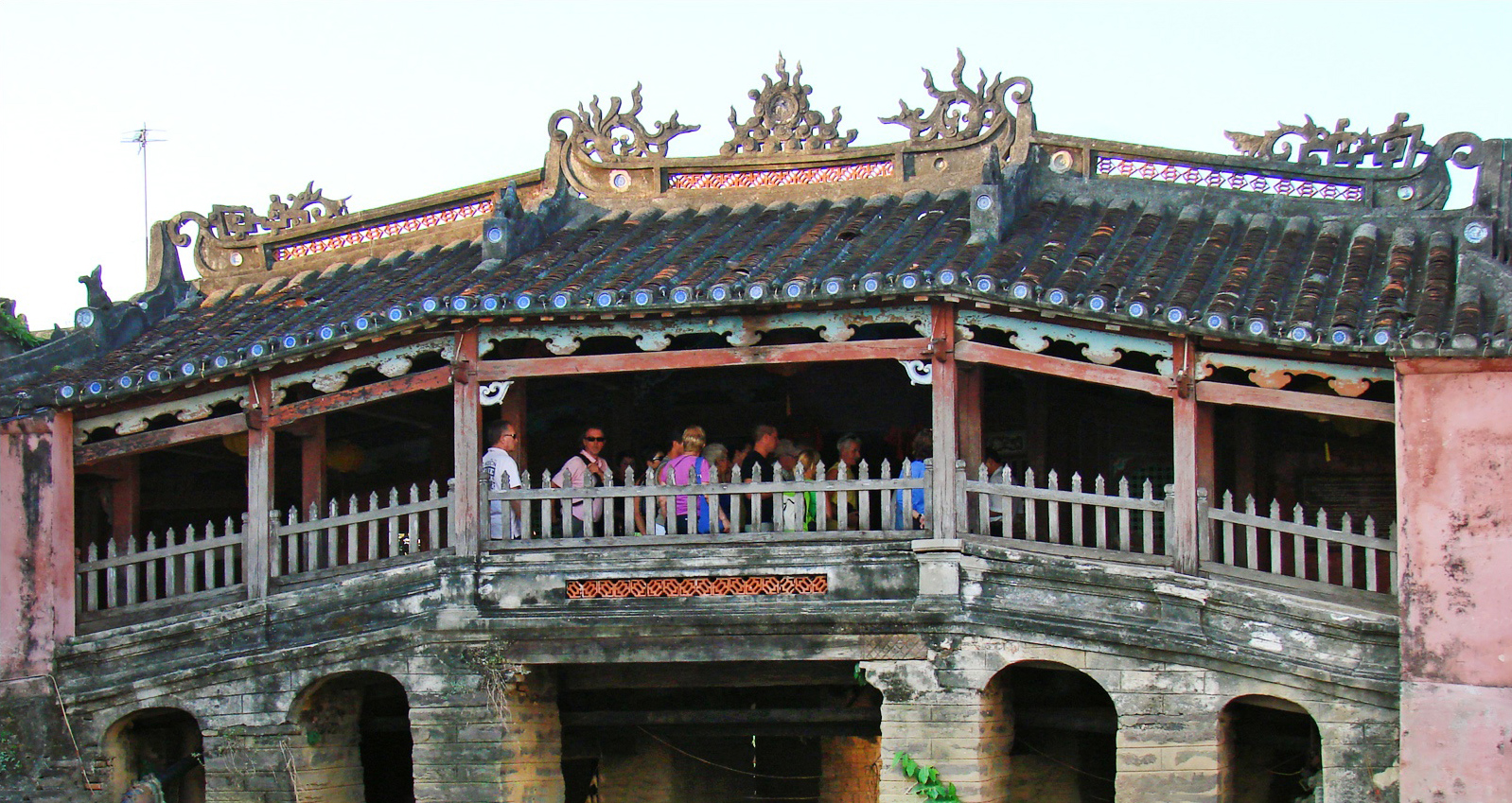
来远桥

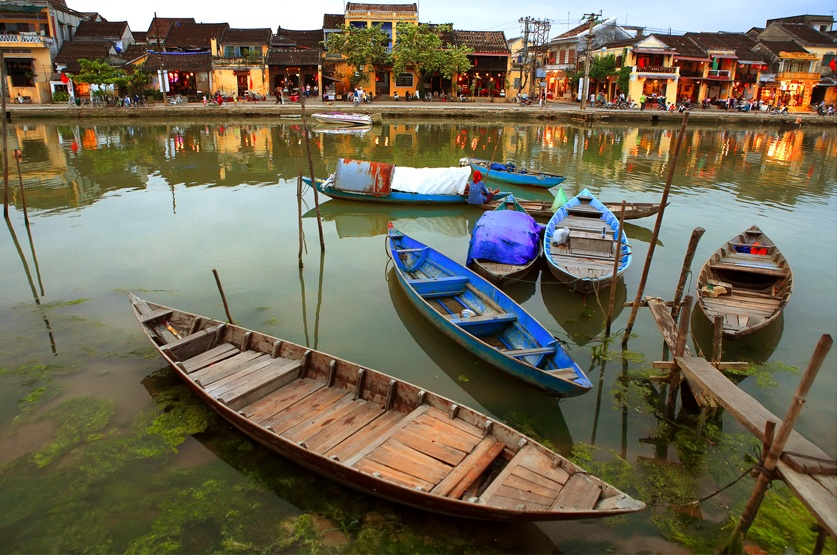
会安港

会安唯一保留至今的古代桥梁是来远桥，又称日本桥。这座桥长约18米 ，横跨一条流入秋盆河的小溪，连接陈富街与阮氏明開街。传说来远桥建于1593年，但没有确切的依据可以证实这一点。1630年的《天南四至路图》出现了“会安桥”的名字和一座桥的图片。大汕在1695年的《海外纪事》中也提到了“日本桥”。经过多次翻新，桥梁的形状发生了很大变化，今天的外观是18和19世纪翻修而成的。珐琅瓷片或瓷盘的装饰是阮朝建筑的典型表现。
日本桥有非常独到的「上屋下橋」建築風格，即上层房屋，下層桥梁，这在亞洲热带国家中非常普遍。尽管叫做日本桥，但是多次翻新後这座桥已經很难找到日本建筑的痕迹。桥外观突出，得益于石拱柱基上弯曲的木结构屋顶。桥面形似彩虹，铺有木板，侧面有原用于陈列商品的小木台。在靠近上游一侧有一座很小的供奉玄天上帝的小庙，大约在桥梁落成半个世纪后建造。桥和庙中间用一层木墙和「上窗下板」门隔开，形成一个相对独立的空间。寺庙的门上悬挂着红色的横额，上面贴着阮福淍1719年的题字“来远桥”，意为远方朋友的桥梁。两侧桥头左右两边都有动物雕像，一边是猴子，另一边是狗。雕像由菠蘿蜜木头雕刻而成，每个雕像的前面都有一碗香。据传说，大鲶头在日本，尾巴在印度洋，尸体在越南，一旦被惊动，就会引起地震、天灾和洪水。因此日本人用猴子神和狗神雕像建造了一座桥来镇压怪物。另一个假说是猴子和狗寓意源于工程始于申年终于戌年。这座小桥已经成为会安市的象征。

## 文化
会安与越南其他城市相比，历史和人文地理特点鲜明。这里历史悠久、多种文化交汇。会安文化的一个特点是多样。15世纪末以来迁居会安的越南人与很久以前定居的占婆人和平共处。会安成为商船岑蔚的国际贸易港口后，也接纳了来自许多不同文化的新居民。这让会安形成了多层、多级、多样的文化，体现在风俗习惯、民间文学、饮食、礼会等各种非物质文化形式中。会安文化的另一个特点是平民。不同于高高在上充满皇家遗产的顺化京城，会安的历史遗迹是关于日常生活的传统文化体系。在会安，各种非物质遗产仍然健在并与物质遗产相得益彰。

### 信仰

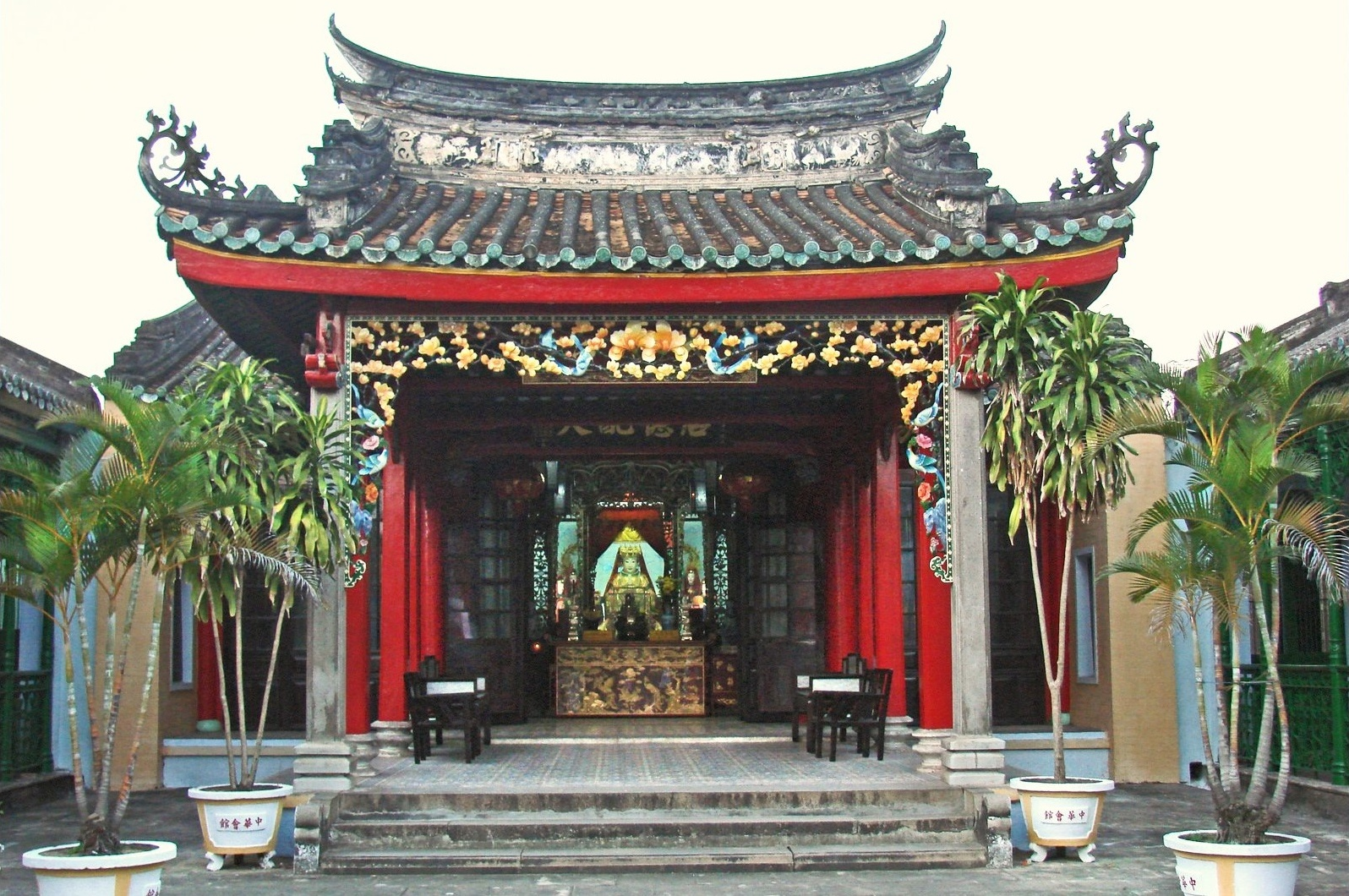
中华会馆

在会安除了祖先崇拜，人们还有五祀崇拜的习俗。根据这里的“国有王房有主”观念，房屋的主神是五祀。人们普遍认为灶神、井神、门神、本命先师和九天玄女五祀掌管和安排家族的命运。部分华人则认为是灶君、门神、户神、井神、中溜。五祀祭坛庄重地放置在房屋中央祖先牌位上方。实际上在会安房屋中为五祀里每个神都留有专用于祭拜的地方，例如厨房祭灶、门上祭门神、井边祭井神等。华人则不在厨房里祭祀灶君，而是设置在庭院里，紧邻供奉天官賜福的祭坛。会安的宗教多种多样，例如佛教、天主教、新教、高臺教等，但是佛教仍然占多数。许多家庭虽然不信教，但依然拜佛吃素。供奉的主要是觀世音菩薩和释迦牟尼佛，有些家庭还会供奉大势至菩萨。每家每户的佛龛都放置在庄严清净的地方，通常比祖先的祭坛高一级。甚至有的家庭留出很大空间供佛、诵经。
会安民间信仰的另一个特点是崇拜關公，虽然在农村很少见，但在城市地区尤为流行。虽然会安人崇拜的神圣丰富多样，但公认关公为最神圣的圣人。关公庙就建在古镇的中心地带，终年香火不绝，是关公信仰的中心。会安人很久前就开始祈求关公护佑，维护家庭的安宁。祭坛上常常摆放关公、关平和周仓的雕像或画像。在华人的历史遗产中，特别是在会馆中，根据族群信仰的不同，祭祀的神灵也不同。福建会馆祭祀天后圣母和六姓王家（明代六位福建忠臣）。海南人的琼府会馆祭祀原籍海南，渡海来越经商不幸遇难，被阮朝册封的108位昭应公。潮州会馆祭祀营救商船的海浪之神伏波将军。在会安，还有其他信仰形式，例如崇拜姑婆（／）、猛翁（／）、无名无味（／）、符石（／）、石敢当（／）等。

### 传统节日

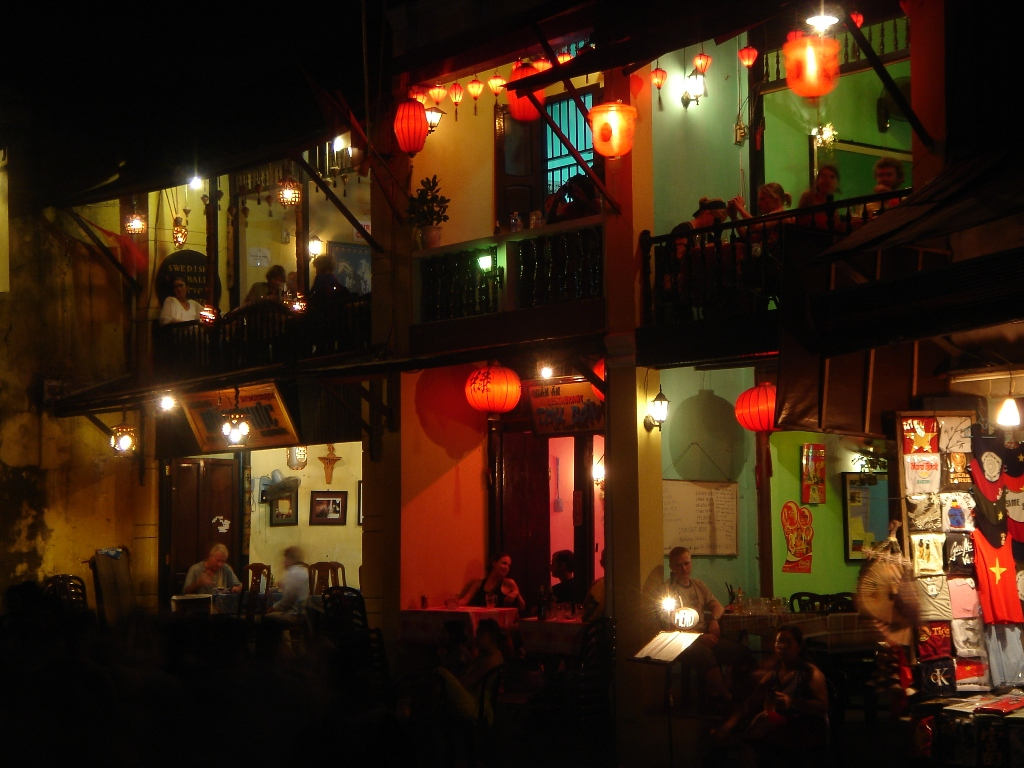
2006年农历七月十四晚上的会安

今天会安还保留许多传统节日，有敬仰城隍、思念祖先、纪念圣人、宗教相关等各类节日。其中最具代表性的是城郊村庄的城隍亭节。通常来说每村都有一间城隍亭供奉城隍和各位先贤。每年初春，各村庄都举行城隍亭节以敬仰本村城隍、追思本村先贤。这项工作通常由长者完成，临近节日，他们就会选出一个祭祀委员会，由村民们共同出资，参加卫生工作、装潢城隍亭和寺庙。节日通常持续两天，第一天只是宣布开始，第二天才是正式的祭日。每年正月十五和七月十五会安人在乡村的城隍亭里组织龙舟节。这段时间正值雨季和旱季的交界，流行病高发。民间认为，疾病是自然中的恶势力带来的，所以村里每个人无一例外都参加这个节日。祭日当天，全体村民游龙舟至城隍亭，主祭和符水为龙舟开光、点眼。经过无数的祭祀仪式，到了晚上，壮丁们将龙舟带到了需要遮掩的地方，然后焚毁放入大海。
会安的河海渔村中，赛艇是必不可少的文化活动，通常在正月初二到初七举行，祈求二月渔获丰富，三月平平安安。根据民间观念，赛艇可以取悦上山下水各圣神，为村民祈福。每次赛艇比赛前，村里家家户户忙着练习准备比赛。赢得比赛是村民的骄傲，意味着丰收将至。以前赛艇比赛祭礼和比赛并重，如今比赛在每个人心目中重要程度压过了祭礼一头。在开渔之际，会安渔村的居民也祭拜翁鱼，感谢翁鱼在海中救急救难。这些祭祀活动中经常会唱把棹曲，这种独到的民间音乐描写了河流上的生活和劳动场景。与越南中部沿海的其他地方一样，每当翁鱼搁浅时，渔民常常土葬并庄重地祭祀它。
1998年起，会安市政府在农历正月十四晚上举办“满月夜祭”。这个独特的想法由波兰建筑师卡齐米日·科维亚特科夫斯基提出，他致力于保护会安古镇和美山聖地两个世界遗产。从17到22时，所有的房屋，包括商店、餐馆等关灯，满月和灯笼的光照耀整个街区。街道禁止通行车辆，仅供步行。同时举行音乐、民间游戏、象棋、发牌唱曲、挂灯笼等活动。适逢其他节日还将增加化装舞会、诗会和舞獅等更多文化活动。让当晚来到会安的游客在过去几个世纪的氛围中感受会安的文化。

### 民俗娱乐

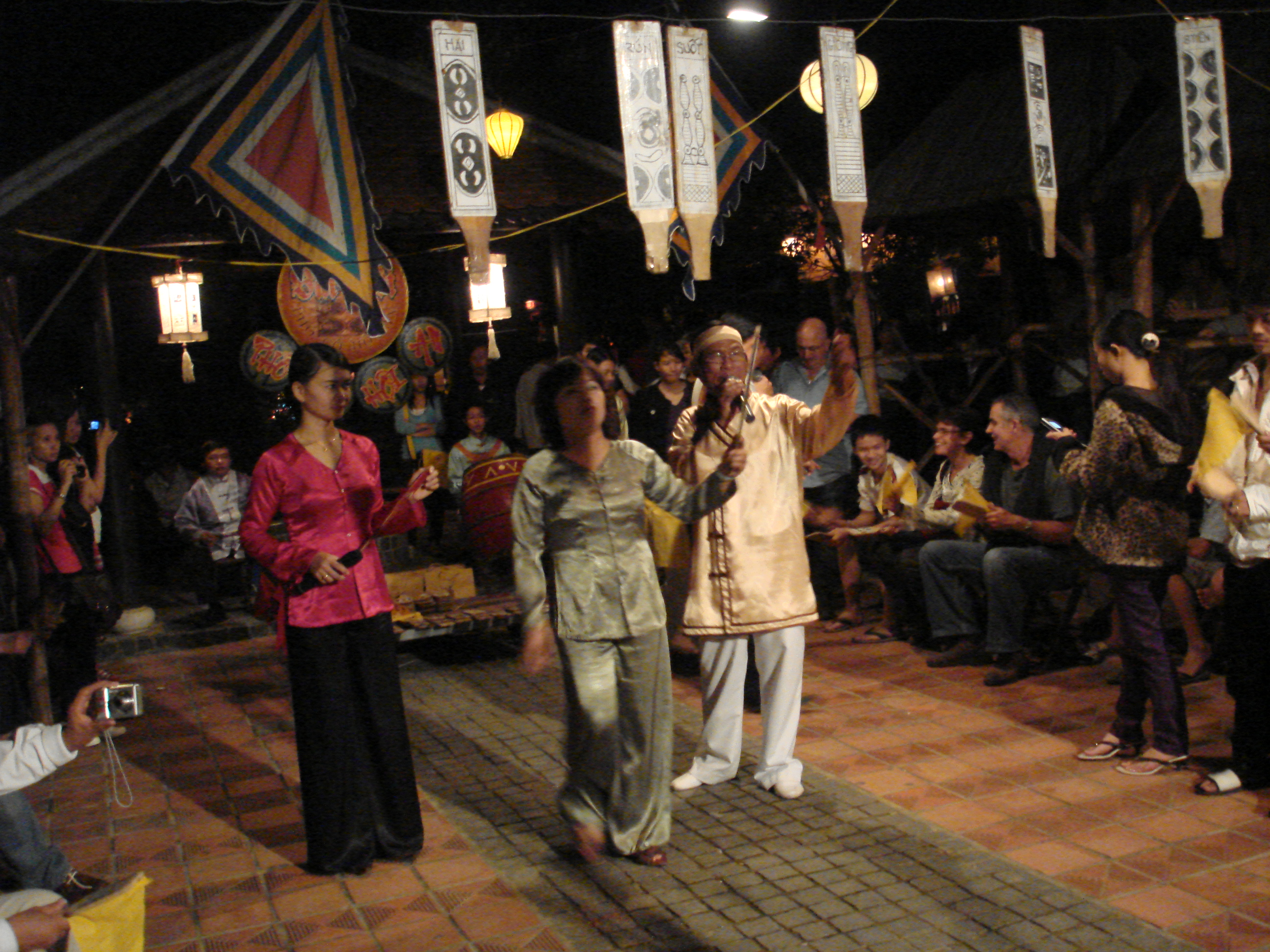
会安发牌唱曲表演

会安的音乐、戏剧和民间游戏是会安居民在劳动过程中的智慧结晶，保留至今成为本地人精神生活的重要组成部分。这其中包括唱宽号子、秩持号子、系锚号子、俚调、越南韵文、㗰劇、把棹曲、发牌唱曲等。会安还有在红白喜事奏古乐的习俗以及与著名艺术家一起演奏才子音乐的传统。当地也有许多民间游戏，包括纸牌、探红（／）、举人猜谜、诗歌、书法游戏等。
发牌唱曲是廣南省和中部沿海地区人民的一种具有文化娱乐性的休閒活动，农历每月十四的晚上在阮太学和白藤街角的一个小公園里进行。8至10个玩家坐在搭得高高的小茅棚里，排成两队，队首和中间的是号哥，32张牌平均分给10个人，每个人三张，上面写着不同的词。用来游戏的这副牌被称为「下副牌」（／），在竹纸上按木刻版画印制，覆盖一层贝壳一层硬纸，背面为红色、绿色或蓝灰色。还有两张留下。游戏的主角也有一副牌，放在树上的竹筒里，号哥看不到牌但可以取牌，取一张牌就唱一句，让所有人猜是什么牌。10个人里谁的牌和号哥的牌一致就敲木鱼，一名“士兵”就跑过去给他一面旗子换回牌，当有人拿到3张牌时，大喊一声“有了”（／），游戏就结束了。号哥（／）是游戏的核心，他一定要懂民歌，而且要有即兴发挥的能力，这样游戏的内容才能出人意料。号哥不仅可以直接念出牌的名称，还可以念出一个或多个与牌面相关的即兴诗歌。这既是一种民间的表演形式，也是发牌唱曲的主要吸引点。
会安居民的精神和心灵生活中，把棹曲这种民间演唱形式发挥着巨大作用。把棹曲的表演顺序就像一个场景，展示了从船起航到安全靠岸的过程。把棹曲属于礼仪民歌，结合了叙事形式的㗰劇，是广南人民非常喜欢的一种戏剧类型。除了划船歌舞艺术化外，把棹曲本身歌唱风格同样丰富多样，其中既有唱、呼等一般技巧，也有号子、俚调、低吟、高歌等越南民歌技巧。艺术家的才华展现使得其对观众充满吸引力。迎翁礼会时，渔民们会唱把棹曲表达对在海上拯救遇险渔民的神「玉麟南海」的敬意和哀悼，同时也表达了渔民们海不扬波、风平浪静的愿望。会安的沿海居民也在葬礼上表演把棹曲，哀叹不幸的命运，赞美逝者的功德。

### 民间饮食

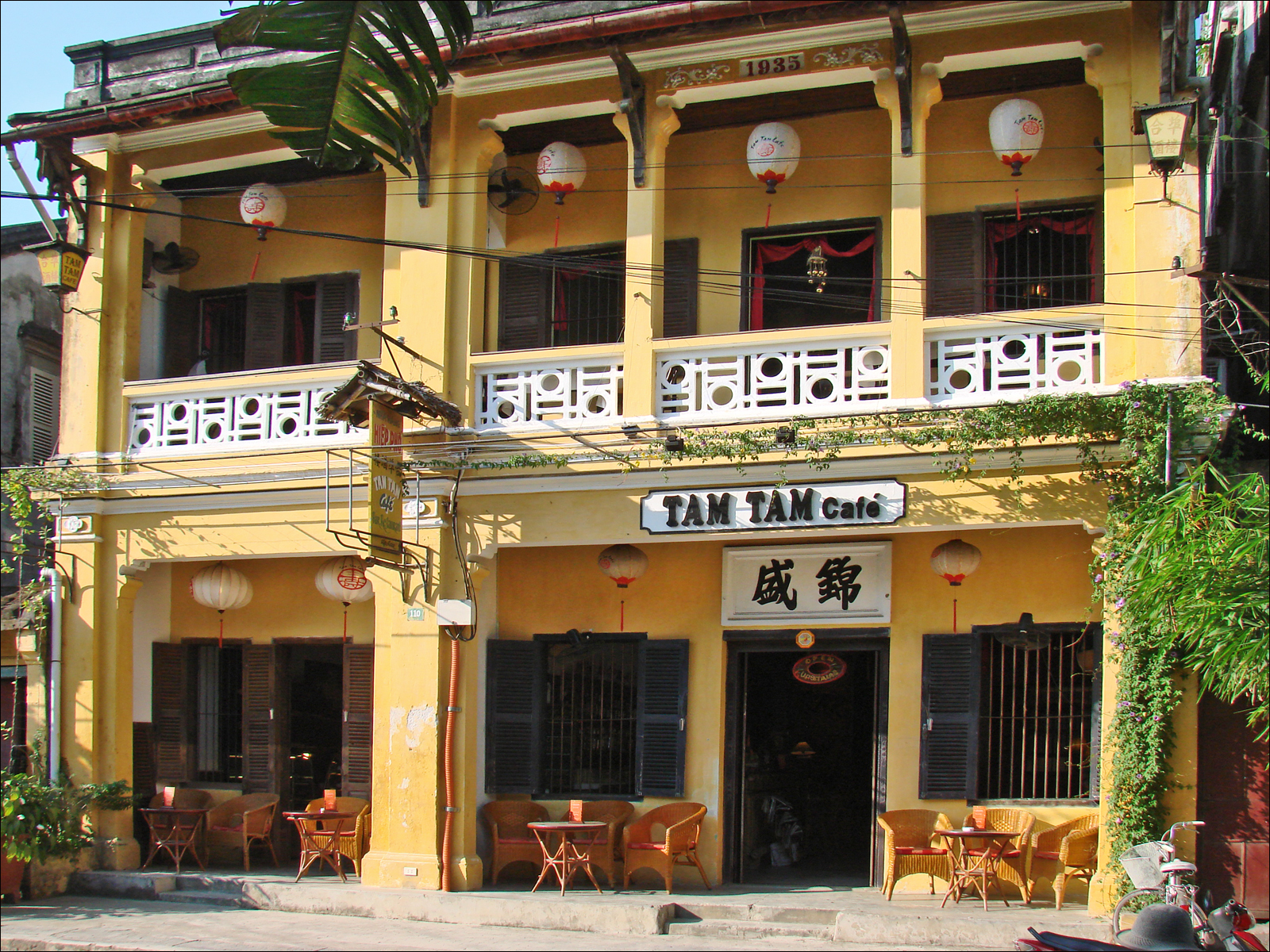
古镇的一家餐馆

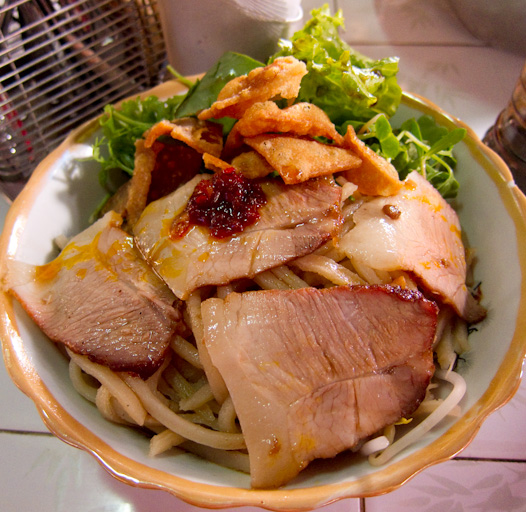
高樓麵

几个世纪以来，由于處於水路的交汇处以及经济和文化融合的地方，会安拥有不同文化影響下的多样化美食。这里的土地雖不像湄公河三角洲或红河三角洲这样廣闊，但却拥有肥沃的河岸沙丘和狭窄的冲积土地。这些自然环境直接影响当地居民的日常生活方式和习俗，包括烹饪习惯。會安人的日常饮食中海鲜是一大部分，市场中海鮮銷量往往双倍於其他肉類。会安人日常饮食中鱼必不可少，人们甚至习惯将市場称为鱼市。今天会安华人仍然传承了一些華人的烹饪习惯和习俗。在节日、结婚之际，華人经常下廚做私房菜，如福建炒面、揚州炒飯、金錢雞等一起享用，这也是凝聚族緣的良機。華人为会安美食的丰富做出了重大贡献，也是會安獨有的许多特色菜的原創者。
会安美食的代表作之一是高樓麵。这道菜及其名稱的起源已不可考，会安華僑不承認它是華人食物。一些日本研究人员认为，高楼麵与伊势地区的面条相似，但实际上味道和加工方式迥異。高樓麵非常费工夫，首先将稻米泡水滤净后研磨成水磨粉，然后多次用布干燥卷成中等大小的块切成面条。高楼面没有面汤，是燒肉、烧汁、皮肚为配菜的拌面。通常与豆芽、生菜一起食用减少油腻感。出售时面条放入碗中，加烧肉或腊肉、皮肚，最后加一勺炸好的猪油渣。以前会安有很多高楼面店，著名的有景先生（／）和基老五（／）。有会安民谣唱：
|  | 会安有夏威夷——来远桥、本頭媽廟和基老五高楼面。 |

除了高楼面之外，馄饨、白玫瑰饼等也是會安的特色菜。会安也有许多诱人的乡村菜肴，如蒸糕、贻贝、煎饼、米纸，特別是廣南麵。顾名思义，这道面条起源于广南。广南面与河粉和細粉一样由大米制成，但是色香味独特。首先将优质大米泡水软化，磨成细粉，然后加明矾使得面团变得脆硬，压成叶形面饼。面饼煮熟后冷却，擦一层油防止粘住并切成面條。面汤用虾、猪肉或鸡肉煮成，有时也用蛇头鱼或牛肉煮成，清甜不辣。在会安从城市到乡村，尤其是街头面店，廣南麵隨處可見。
白玫瑰饼是會安古镇名贵、美味而又奇特的菜式。这道菜由包饼（／）和锅饼（／）两种以米粉为主料的点心搭配而成。这道菜从选米的阶段开始对原料就很挑剔。首先要挑选上等好米，过筛后加水磨成米粉。研磨用的水必须清澈、不咸、不含明矾，人们通常从伯礼古井中打水。米粉经过多次研磨后倒入干净的盆中。磨粉的同时工人们开始做馅和炸洋葱。包饼和锅饼的馅不一样：包饼馅主要由虾和香料在研钵中多次捣碎制成。锅饼馅略有不同，比较丰富，除了虾酱，还有豆芽、黑木耳、竹笋、猪肉丁、葱叶。馅料都在锅中放盐和魚露炒熟。包饼和锅饼各自有两到四名师傅分开包馅。包饼的皮极薄，像白玫瑰花瓣。锅饼比包饼大，像锅柄。包好后在炉子上蒸大约10至15分钟。两种点心一起上桌，食客随喜食用。白玫瑰饼摆盘精巧，包饼一般在中央上层，锅饼则在外围下层，上面则撒上炸洋葱、淋上熟油。白玫瑰饼有自己独有的魚露蘸酱，能尝到虾的甜味、柠檬的酸味和黄辣椒片的辣味。
会安的餐廳不仅美味可口，而且富有特色。古镇的餐馆经常挂一些古画，周围是装饰性的花盆，盆景或手工艺品。一些餐厅还设有魚池、假山等，为顾客带来放松和舒适的环境。餐厅的名称也很传统，代代相传。除传统美食外，法国、日本和西方的菜肴和习俗仍得到保留和发展，为丰富会安饮食做出了贡献，服务了会安游客的多样化需求。

### 脚注
1. 1 2  . zh.unesco.org.   [2021-07-16]. （原始内容存档于2021-07-16）.
2. ↑  阮 2007，第8頁.
3. ↑  谢氏 2007，第207頁.
4. ↑  谢氏 2007，第206頁.
5. ↑  邓 1991，第190頁.
6. ↑  邓 1991，第191頁.
7. ↑  福川 & al. 2006，第1頁.
8. ↑  黄 2001，第393頁.
9. ↑  福川 & al. 2006，第19頁.
10. 1 2 3  黎 2008，第116頁.
11. ↑  福川 & al. 2006，第21頁.
12. 1 2  福川 & al. 2006，第22頁.
13. ↑  福川 & al. 2006，第23頁.
14. 1 2  黎 2008，第117頁.
15. 1 2 3 4 5  福川 & al. 2006，第24頁.
16. ↑  黄 2001，第399頁.
17. 1 2  福川 & al. 2006，第25頁.
18. ↑  阮福 2004，第27頁.
19. ↑  阮 2008，第22頁.
20. ↑  阮 2008，第20頁.
21. ↑  阮 2008，第24頁.
22. 1 2  福川 & al. 2006，第27頁.
23. ↑  阮福 2004，第26頁.
24. ↑  福川 & al. 2006，第28頁.
25. ↑  阮福 2004，第31頁.
26. 1 2  阮 2008，第36頁.
27. 1 2  福川 & al. 2006，第29頁.
28. ↑  阮福 2004，第32頁.
29. ↑  阮福 2004，第33頁.
30. 1 2  阮 2008，第38頁.
31. ↑  福川 & al. 2006，第30頁.
32. ↑  阮世 2001，第15頁.
33. ↑  黎 2008，第119頁.
34. 1 2  阮 2008，第46頁.
35. 1 2  福川 & al. 2006，第7頁.
36. ↑  福川 & al. 2006，第12頁.
37. 1 2  福川 & al. 2006，第9頁.
38. ↑  阮 2007，第22頁.
39. ↑  阮 2007，第24,26頁.
40. ↑  福川 & al. 2006，第15頁.
41. 1 2  谢氏 2007，第136頁.
42. 1 2  谢氏 2007，第141頁.
43. ↑  谢氏 2007，第144頁.
44. 1 2  福川 & al. 2006，第63頁.
45. ↑  谢氏 2007，第143頁.
46. ↑  谢氏 2007，第138頁.
47. ↑  谢氏 2007，第137頁.
48. ↑  福川 & al. 2006，第135頁.
49. ↑  福川 & al. 2006，第136頁.
50. ↑  阮 2007，第12頁.
51. ↑  谢氏 2007，第102頁.
52. 1 2  谢氏 2007，第135頁.
53. ↑  谢氏 2007，第130頁.
54. ↑  阮世 2001，第18頁.
55. ↑  谢氏 2007，第66頁.
56. ↑  阮世 2001，第44頁.
57. ↑  阮 2007，第32頁.
58. ↑  邓 1991，第344頁.
59. ↑  谢氏 2007，第68頁.
60. ↑  阮福 2004，第218頁.
61. ↑  谢氏 2007，第69頁.
62. ↑  黎 2008，第138頁.
63. ↑  黎 2008，第139頁.
64. ↑  阮福 2004，第207頁.
65. ↑  黎 2008，第140頁.
66. 1 2  谢氏 2007，第75頁.
67. ↑  福川 & al. 2006，第11頁.
68. ↑  阮 2008，第72頁.
69. ↑  谢氏 2007，第76頁.
70. ↑  黎 2008，第134頁.
71. ↑  黎 2008，第135頁.
72. ↑  谢氏 2007，第112,114頁.
73. ↑  邓 1991，第346頁.
74. 1 2  黎 2008，第122頁.
75. ↑  阮福 2004，第226頁.
76. ↑  黎 2008，第123頁.
77. ↑  黎 2008，第124頁.
78. ↑  阮福 2004，第236頁.
79. ↑  谢氏 2007，第113頁.
80. 1 2 3  黎 2008，第121頁.
81. ↑  阮 1995，第55頁.
82. ↑  黎 2008，第120頁.
83. 1 2  福川 & al. 2006，第14頁.
84. ↑  裴 2005，第102頁.
85. ↑  裴 2005，第103頁.
86. ↑  裴 2005，第104頁.
87. 1 2  裴 2005，第38頁.
88. 1 2  裴 2005，第39頁.
89. ↑  裴 2005，第40頁.
90. ↑  裴 2005，第41頁.
91. ↑  裴 2005，第42頁.
92. ↑  裴 2005，第34頁.
93. ↑  阮世 2001，第26頁.
94. 1 2  阮世 2001，第27頁.
95. ↑  阮世 2001，第25頁.
96. ↑  黃氏, 秋水. . 止善.
97. ↑  裴 2005，第57頁.
98. 1 2 3  裴 2005，第58頁.
99. ↑  裴 2005，第60頁.
100. 1 2 3  裴 2005，第63頁.
101. ↑  裴 2005，第62頁.
102. 1 2  裴 2005，第76頁.
103. ↑  陈 2000，第11頁.
104. ↑  陈 2000，第12頁.
105. 1 2  裴 2005，第80頁.
106. ↑  陈 2000，第30頁.
107. ↑  陈 2000，第31頁.
108. ↑  陈 2000，第32頁.
109. ↑  . hoian.gov.vn.   [2021-07-27]. （原始内容存档于2021-07-28）.
110. ↑  陈 2000，第26頁.
111. ↑  陈 2000，第27頁.
112. ↑  陈 2000，第28頁.
113. ↑  陈 2000，第103頁.
114. ↑  陈 2000，第104頁.
115. ↑  陈 2000，第105頁.
116. ↑  陈 2000，第106頁.
117. ↑  陈 2000，第107頁.
118. ↑  陈 2000，第138,139頁.

### 书目
- Nguyễn Phước, Tương.  [会安 - 世界遗产]. Thành phố Hồ Chí Minh: Nhà xuất bản Văn nghệ. 2004 （越南语）.
- Hoàng, Minh Nhân.  [会安 - 世界文化遗产]. Hà Nội: Nhà xuất bản Thanh Niên. 2001 （越南语）.
- Nguyễn, Văn Xuân.  [会安]. Đà Nẵng: Nhà xuất bản Đà Nẵng. 2008 （越南语）.
- Nguyễn, Chí Trung.  [会安遗迹与名胜]. Quảng Nam: Trung tâm Quản lý Bảo tồn Di tích Hội An. 2007 （越南语）.
- Lê, Tuấn Anh.  [越南的世界遗产]. Hà Nội: Nhà xuất bản Văn hóa Thông tin. 2008 （越南语）.
- Nguyễn Thế, Thiên Trang.  [会安 - 世界遗产]. Thành phố Hồ Chí Minh: Nhà xuất bản Trẻ. 2001 （越南语）.
- Đặng, Việt Ngoạn.  [会安古都市]. Hà Nội: Nhà xuất bản Khoa học Xã hội. 1991 （越南语）.
- Nguyễn, Quốc Hùng.  [会安古镇和越南的文化交流事业]. Đà Nẵng: Nhà xuất bản Đà Nẵng. 1995. OCLC 473244874 （越南语）.
- Bùi, Quang Thắng.  [会安非物质文化]. Hà Nội: Nhà xuất bản Thế giới. 2005. OCLC 470974393 （越南语）.
- Trần, Văn An.  [会安古镇的饮食文化]. Hà Nội: Nhà xuất bản Khoa học Xã hội. 2000 （越南语）.
- Tạ Thị, Hoàng Vân.  [历史进程中的会安建筑遗迹]. Hà Nội: Đại học Quốc gia Hà Nội. 2007  [2024-04-24]. （原始内容存档于2024-04-24） （越南语）.
- 福川, 裕一;  et al.  [会安古镇建筑 - 越南]. 昭和女子大学国際文化研究所 (Hà Nội: Nhà xuất bản Thế giới). 2006 （越南语）.